# نانسي أتكينسون
نانسي أتكينسون (بالإنجليزية: Nancy Atkinson)‏ هي جراثيمية أسترالية، ولدت في 9 مارس 1910 في ملبورن في أستراليا، وتوفيت في 21 ديسمبر 1999 في أديلايد في أستراليا.